# Козюренко Юрій Олександрович
Юрій Олександрович Козюренко (1930 — 27 січня 2008) — український художник-карикатурист, член Національної спілки журналістів України.

## Біографія
Народився в 1930 році. Син художника-карикатуриста Олександра Козюренка. У 1947–1950 роках працював художником-ретушером у газеті «Молодь України». У 1955 році газета «Вечірній Київ» оголосила конкурс на найкращу ілюстрацію до прогнозу погоди. У ньому переміг Юрій Козюренко, який вигадав малюка «Погодку», що не сходив відтоді зі сторінок «Вечірки».

Могила Юрія Козюренка

За 53 роки намалював понад 18 тисяч «Погодок». Він також був автором оригінальних шаржів, карикатур, коміксів та поштових листівок. Також оформлював книги українських письменників-гумористів, зокрема Остапа Вишні та Павла Глазового. Був нагороджений Почесною Грамотою Верховної Ради України.
Помер 27 січня 2008 року. Похований в Києві на Байковому кладовищі (ділянка № 8; поруч з батьком).